# Tympanella galanthina
Tympanella là một chi nấm thuộc họ Bolbitiaceae. Đây là chi đơn loài, chứa một loài Tympanella galanthina.